# جغد شب (شخص)

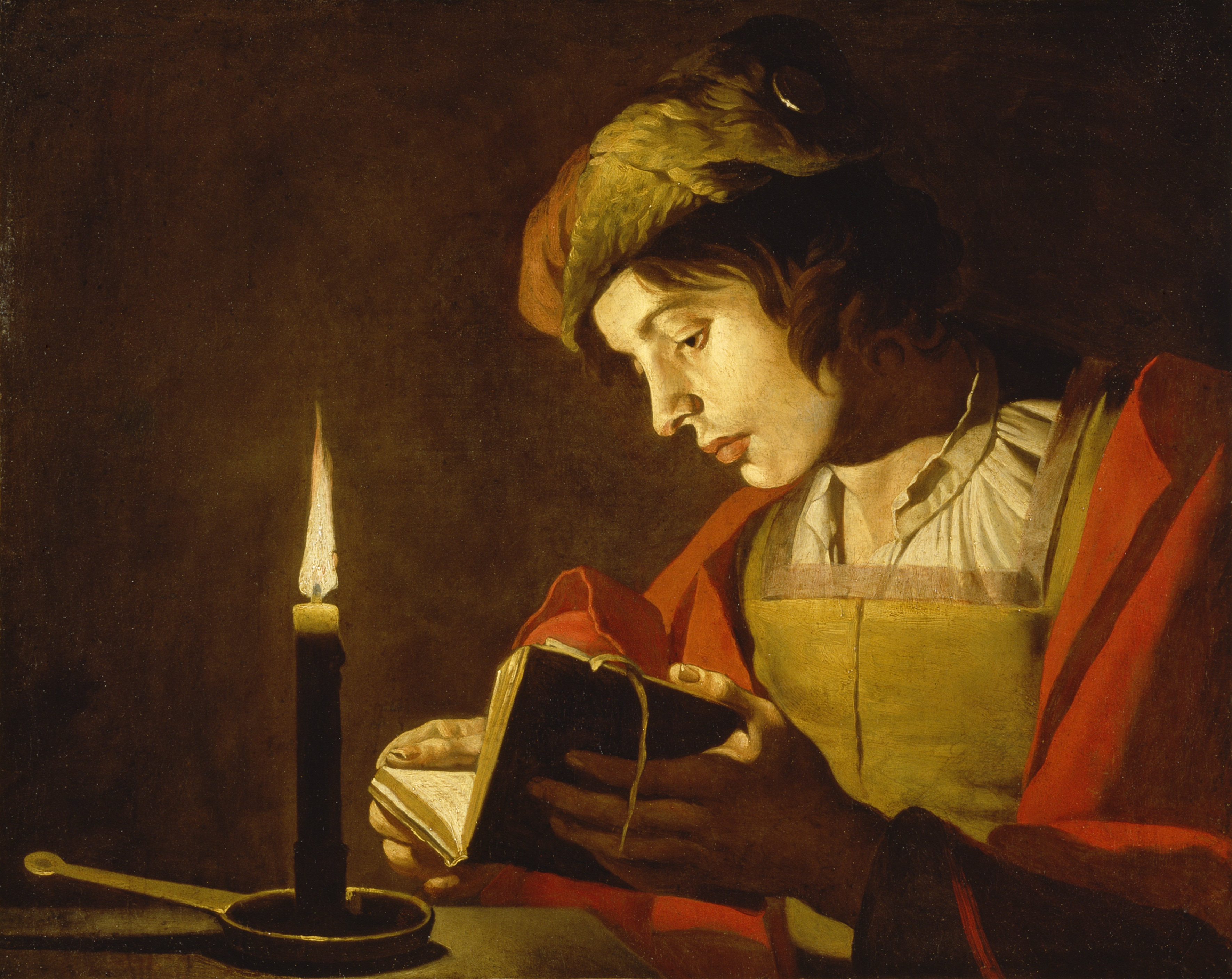
مطالعهٔ مرد جوان با نور شمع (ماتیاس استوم)

جغد شب (انگلیسی: Night owl) اصطلاح فانتزی و گاهی فکاهی برای اشاره به فردی است که تمایل دارد (و یا ترجیح می‌دهد) در اواخر شب و تا صبح زود فعال باشد و دیرتر از حد معمول به بستر برود. افراد منتسب به جغد شب، اغلب تا اواخر شب و در برخی مواقع تا نزدیک سحر کار کرده یا در فعالیت‌های تفریحی شرکت می‌کنند. گروه و دستهٔ مقابل جغد شب‌ها، افرادی هستند که به چکاوک صبح مشهور می‌باشند و برخلاف جغد شب‌ها، زود به رختخواب می‌روند تا بتوانند در سپیده‌دم از خواب برخیزند. محققان به‌طور خلاصه از واژه‌های صبحگاهی و عصرگاهی استفاده می‌کنند در بسیاری از کشورها - به ویژه در کشورهای اسکاندیناوی - کسی که تا دیر وقت بیدار می‌ماند، B-person نامیده می‌شود و در مقابل، افرادی که زود از خواب برمی‌خیزند، A-person نامیده می‌شوند.
الگوی جغد شب بودن، در مردان بیشتر از زنان است و علاقه به تنها ماندنِ در این دسته از افراد، بیشتر از تمایل برای داشتن روابط بلندمدت است. مطالعه‌ای که در سال ۲۰۱۳ انجام شده‌است نشان می‌دهد که آنها معمولاً دارای صفات مثلث تاریک شخصیت هستند. برخی از جغدهای شب که در کسب زمان‌های معمولی برای خواب و بیداری مشکل زیادی دارند، ممکن است اختلال تأخیر در فاز خواب را دچار تعلل کنند و نوردرمانی صبحگاهی محتمل است که به تغییر ریتم خواب برای جغد شب کمک کند.
گرایش به جغد شب بودن، در یک طیف مشخص وجود دارد. برخی از افراد تمایل اندک تا متوسط به شب‌زنده‌داری دارند و تعداد کمی نیز، تمایل شدیدی به شب‌زنده‌داری نشان می‌دهند. گرایش خود فرد در طول زمان می‌تواند تغییر کند و تحت تأثیر عوامل متعددی از جمله استعداد ژنتیکی، سن، محیط و در برخی مواقع، تغییر شغل باشد. جوانان و نوجوانان معمولاً بیشتر از افراد مسن و کودکان خردسال گرایش به جغد شب بودن دارند

## گزینه‌های شغلی
جغدهای شب در مشاغلی که نیاز به سحرخیزی ندارند، پیشرفت می‌کنند. افرادی که می‌خواهند عصرها کار کنند، اغلب در رستوران‌ها، هتل‌ها، مکان‌های تفریحی، فروشگاه‌های خرده‌فروشی و برخی مشاغل مراقبت‌های شخصی استخدام می‌شوند. همچنین برخی از جغدهای شب صرفاً به کار در نوبت کاری (شیفت) شب می‌پردازند که از این میان می‌توان به مشاغلی مثل خدمات اورژانس، حمل و نقل، برخی مراکز شبانه‌روزی مثل بیمارستان و برخی کارخانه‌های تولیدی اشاره داشت.

## برخی از افراد مشهور جغد شب
- آدولف هیتلر[۱۱]
- ولادیمیر پوتین[۱۲]
- فیدل کاسترو[۱۳]
- چارلز بوکوفسکی[۱۴]
- وینستون چرچیل[۱۵]
- گوستاو فلوبر[۱۶]
- کارل گوستاو یونگ[۱۷]
- ژوزف استالین[۱۸]
- مارسل پروست[۱۶]
- فرانتس کافکا[۱۶][۱۹]
- باراک اوباما[۲۰]
- جی. آر. آر. تالکین[۲۱]